# 史垂則
史垂則（1570年—1621年），字言爲，號來庭，南直隶常州府宜興縣人，明朝政治人物。

## 生平
万历二十五年（1597年）丁酉科应天乡试第九名举人，三十五年（1607年）丁未科進士，工部觀政，本年八月授浙江海盐知县，丁憂歸，三十八年補會稽縣，四十五年升户部主事，天启元年宁武管粮，本年升贵州司员外，九月升浙江司郎中，卒。

## 家族
曾祖史綸。祖父史秉權。父史世泽，壽官。母儲氏。慈侍下。弟垂教、垂譽。